# Chery Fengyun
De Fulwin (Fengyun) was de eerste auto van het Chinese automerk Chery. De Fulwin is gebaseerd op de eerste generatie Seat Toledo. De 1.6 liter motor was in eerste instantie een ontwerp dat was overgenomen van Ford, die de motor in de Escort gebruikte. De Fulwin ging in december 1999 in productie als CAC6340, in 2000 werd overgestapt op de naam Fengyun (codenaam SQR7160). Later werd voor Fulwin gekozen als internationale vertaling van Fengyun.
In 2003 verscheen de vernieuwde versie met de naam Cowin op de markt, maar de Fulwin werd pas in 2006 uit productie genomen. In 2009 is de Fulwin 2 geïntroduceerd, een 5-deurs hatchback en liftback welke niet langer op de Seat Toledo was gebaseerd.